# Protesten på Situng-broen i Beijing
Protesten på Situng-broen i Beijing var en politisk protest i Folkerepublikken Kina under optakten til Kinas Kommunistpartis 20. partikongres. Om morgenen den 13. oktober, demonstrerede en unavngiven demonstrant mod Kinas Kommunistpartis generalsekretær, Xi Jinpings diktatur, krænkelse af menneskerettigheder, styrkelse af censuren og implementering af nulcovidpolitikken ved at hænge bannere op og brænde dæk af på Sitong-broen (kinesisk: 四通桥; pinyin: Sìtōng Qiáo) i Haidian, Beijing.

## Protestens forløb
Protesten blev afholdt den 13. oktober på Sitong-broen af en enlig demonstrant. Demonstranten placerede to bannere på broen og lavede tyk røg ved at antænde dæk. Billeder af begivenheden blev hurtigt delt på sociale medier.
Demonstranten var forklædt som en bygningsarbejder, påklædt med en orange vest og en gul hjelm.
Han blev dog hurtigt fanget af sikkerhedsstyrkerne.